# Aquae Sulis

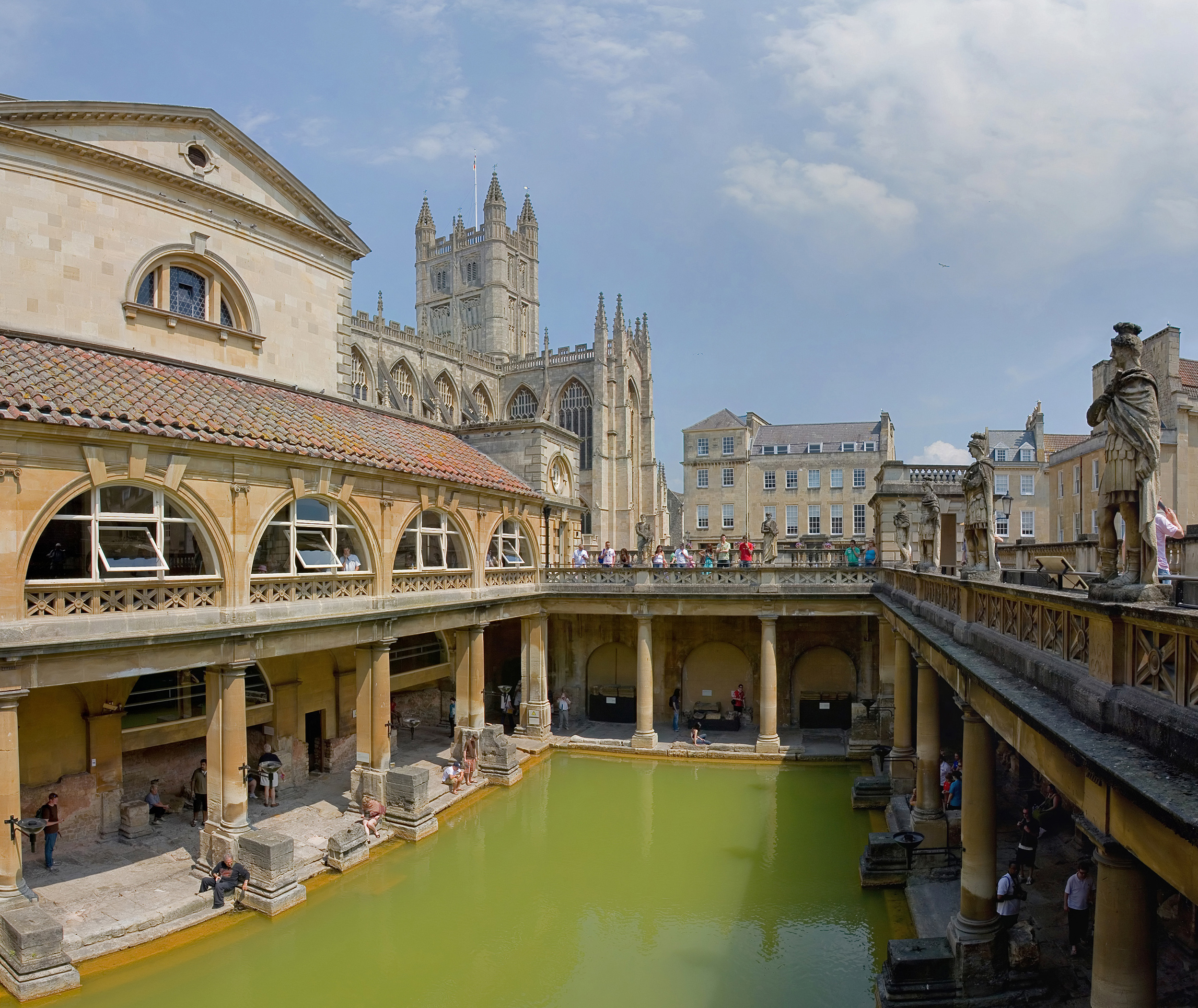
Het Romeinse badhuis met het bassin

Aquae Sulis, het huidige Bath in Engeland, werd gesticht door de Romeinen onder de Flavii. In de Romeinse tijd was het een welvarende stad, die zij te danken had aan haar geneeskrachtige bronnen. In de derde eeuw werd de stad omringd door muren. Aquae Sulis bleef bewoond na het vertrek van de Romeinen.
In Bath is een groot bassin dat nog steeds wordt gevoed door Romeinse waterleidingen. Het meet 24x12 meter met een diepte van 1,80 meter.